# Stazione di Bremerhaven Centrale
La stazione di Bremerhaven Centrale (in tedesco Bremerhaven Hbf – abbreviazione di Bremerhaven Hauptbahnhof, letteralmente "Bremerhaven stazione principale") è la principale stazione ferroviaria della città tedesca di Bremerhaven.